# Preferentno IUPAC ime
U hemijskoj nomenklaturi, preferentno IUPAC ime (engl. preferred IUPAC name - PIN) je jedinstveno ime, dato hemijskoj supstanci i preferentno među mogućim imenima definisanim na bazi IUPAC nomenklature. „Preferentna IUPAC nomenklatura“ pruža grupu pravila za izbor imena u situacijama gde je važno da se koristi jedistveno ime. Ona je namenjena za upotrebu u pravnim i regulatornim situacijama.
Trenutno su preferentna IUPAC imena napisana samo za deo organskih jedinjenja. Pravila za ostala organska i neorganska jedinjenja su još uvek u razvoju. „Preferentna imena u nomenklaturi organskih jedinjenja“ (Nacrt od 7. oktobra 2004) zamenjuje dve ranije publikacije: „Nomenklatura organske hemije“, 1979. (Plava knjiga) i „Vodič za IUPAC nomenklaturu organskih jedinjenja, preporuke 1993“.